# 도로가와 온천

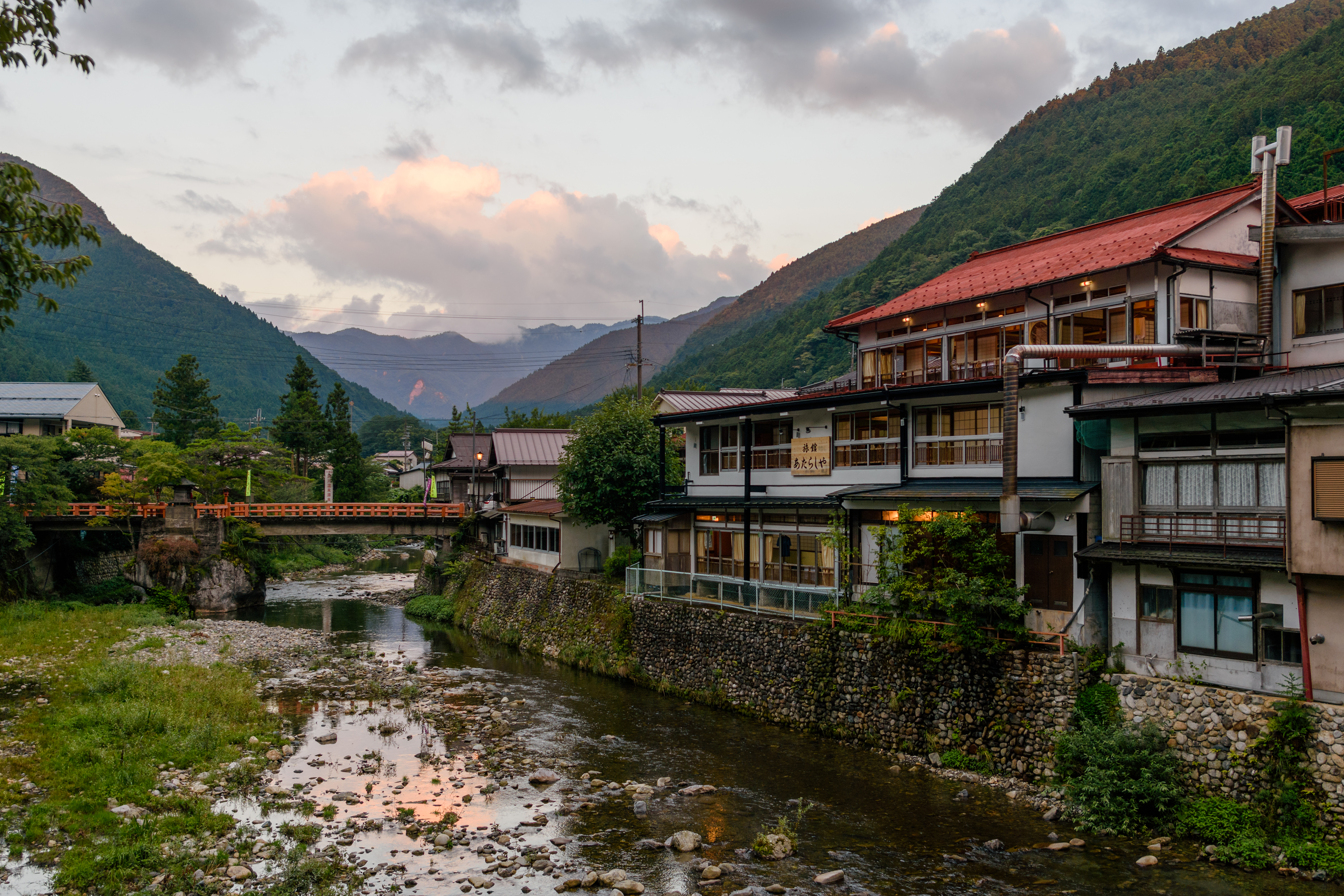
도로가와 온천

도로가와 온천(洞川温泉 도로가와온센[*])은 일본 나라현 요시노군 덴카와촌에 있는 온천이다.
도로강 (도로가와)은 오미네산의 원류로서 덴카와촌 북부를 종단하여 구마노강으로 흐르는 강으로, 도로가와 온천은 이 강가에 있다. 역사 있는 일본식 목조 건축 료칸, 민박 등 숙박시설이 20여 개, 기념품점 등이 온천가를 이룬다.